# Biserica de lemn din Bratovești

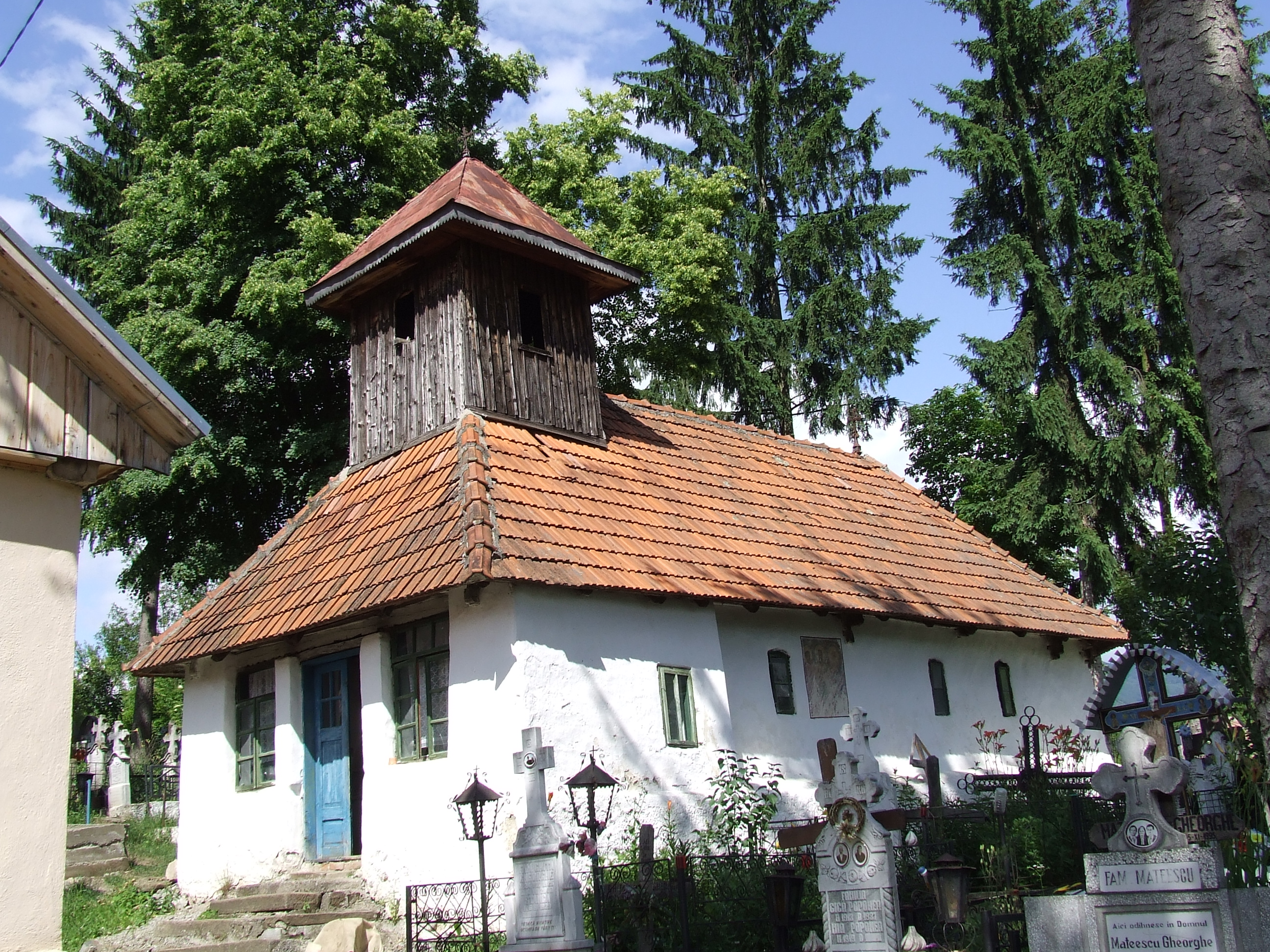
Biserica de lemn din Bratovești, 2009

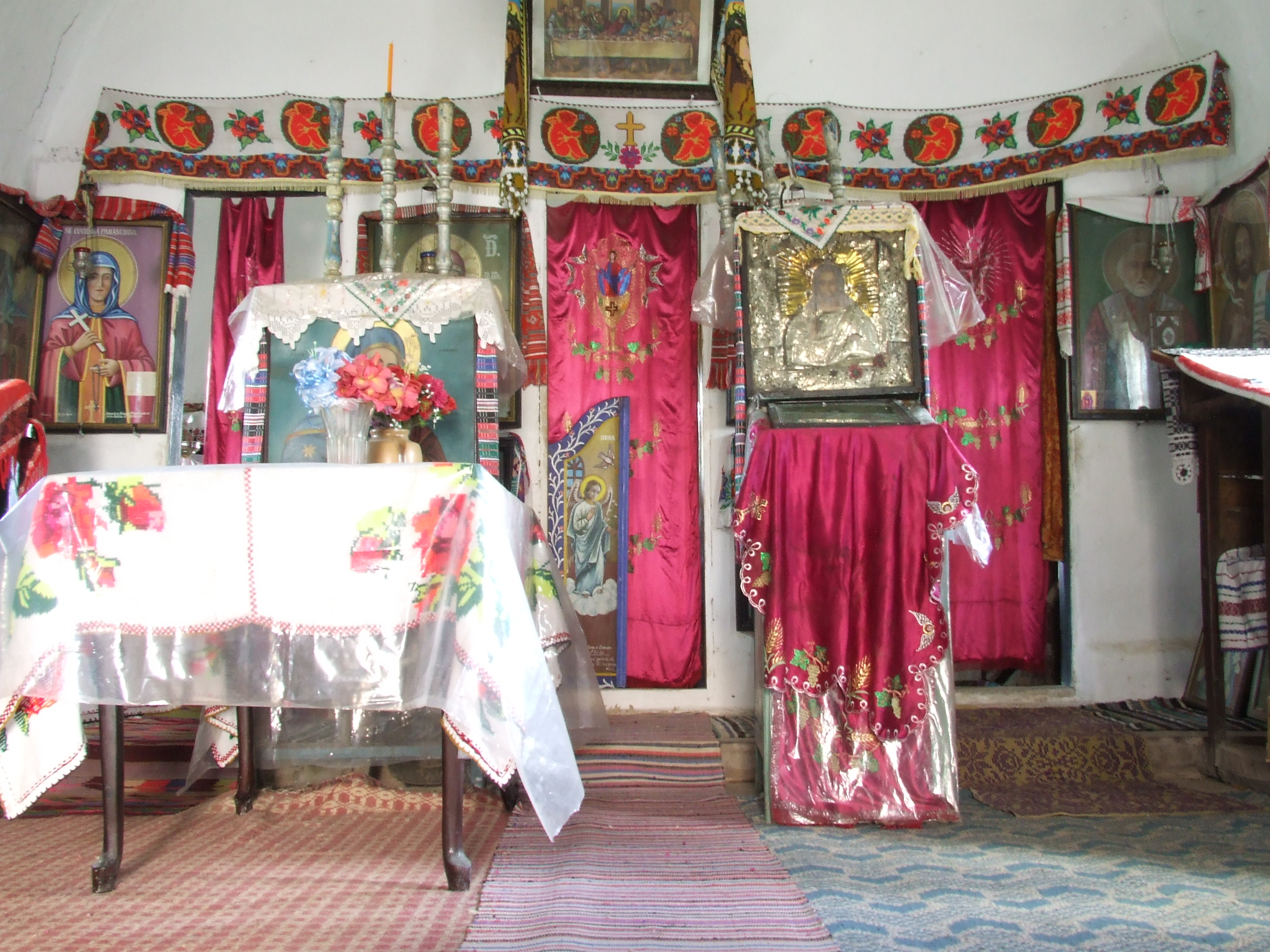
Intrările în altar la biserica de lemn din Bratovești. Foto: 2009

Biserica de lemn din Bratovești este clasată ca monument istoric, cod LMI VL-II-m-B-09681.